# Ngadirgo
Ngadirgo is een bestuurslaag in het regentschap Semarang van de provincie Midden-Java, Indonesië. Ngadirgo telt 4992 inwoners (volkstelling 2010).